# 南美毛皮海狮
南美毛皮海狮（学名：Arctocephalus australis），又稱南美毛皮海豹，主要分布于智利和阿根廷沿岸，目前数量约为25万头。
种名 australis 意为“南方的”。
南美毛皮海狮的皮毛是深灰色。成年雄狮全身为此色，偶尔有一些灰色或棕色的斑纹。雌狮和幼狮可能有浅灰粽色胸部和鼻子，锈棕色的肚子。雄性比雌性大。平均来说，雄性可到2米长，150-200公斤重。雌性之有1.5米长，30-60公斤。出生时，幼狮约60-65厘米，3.5-5.5公斤。
它们喜欢岩石多的海岸和海岛，尤其是有陡坡的地方，在此處地方較容易找到乘凉的地方。